# Rivière Little Bow
La rivière Little Bow (en anglais Little Bow River) est un affluent de la rivière Oldman au sud de la province d'Alberta, au Canada. Elle est longue d'environ 190 km. De sa source située près de la rivière High, elle coule en direction du sud, avant que son cours ne tourne vers l'est et qu'elle se déverse dans le Travers Reservoir. Par la suite, elle coule en direction du sud-ouest dans la rivière Oldman près de Picture Butte. L'eau est détournée de la rivière Highwood et de la Bow River dans la Little Bow River, dans le cadre du Little Bow Project pour faciliter l'irrigation dans la plaine environnante. En dépit de son nom, la Little Bow River n'est pas reliée à la Bow River, qui est bien plus longue et plus large, et qui - à sa confluence avec la rivière Oldman - forme la rivière Saskatchewan Sud.

## Sources
- (en) Cet article est partiellement ou en totalité issu de l’article de Wikipédia en anglais intitulé « Little Bow River » (voir la liste des auteurs).

1. ↑  Relation OpenStreetMap